# Districte electoral del Vendrell
El districte del Vendrell fou una circumscripció electoral del Congrés dels Diputats utilitzada en les eleccions generals espanyoles entre 1871 i 1923. Es tractava d'un districte uninominal, ja que només era representat per un sol diputat.

## Àmbit geogràfic
El districte comprenia el partit judicial del Vendrell, tret dels municipis del Baix Gaià; de l'est del partit de Valls i l'est del partit de Montblanc. Aquest territori correspon a les comarques del Baix Penedès, i els sectors orientals de l'Alt Camp i la Conca de Barberà.

## Diputats electes
| Elecció | Elecció        | Diputat                             | Partit/Ideologia                      |
| ------- | -------------- | ----------------------------------- | ------------------------------------- |
|         | 1871           | Narcís de Castellví i de Vilallonga | Comunió Tradicionalista               |
|         | Abril 1872     | Francesc Xavier Calbó i Trillas     | Sense dades                           |
|         | Agost 1872     | Pau Bosch i Barrau                  | Liberal                               |
|         | 1873           | Pere Bové Montseny                  | Partit Republicà Democràtic Federal   |
|         | 1876           | Joaquim Castellarnau i Balcells     | Conservador                           |
|         | 1881           | Joan Cañellas i Tomàs               | Liberal                               |
|         | 1884           | Joaquim Castellarnau i Balcells     | Conservador                           |
|         | 1886           | Joan Cañellas i Tomàs               | Liberal                               |
|         | 1891           | Joan Dessy i Martos                 | Republicà                             |
|         | 1893           | Joan Fontana i Esteve               | Liberal                               |
|         | 1896           | Francesc Xavier Tort i Martorell    | Conservador                           |
|         | 1898           | Joan Matheu i Sabater               | Liberal                               |
|         | 1899           | Antoni Rosell i Bru                 | Liberal                               |
|         | 1899 (parcial) | Isidre Gassol i Civit               | Conservador                           |
|         | 1901           | Joan Matheu i Sabater               | Liberal                               |
|         | 1903 (parcial) | Jaume Alegret i Vidal               | Conservador maurista                  |
|         | 1907           | Jaume Carner i Romeu                | Republicà solidari                    |
|         | 1910           | Jaume Alegret i Vidal               | Conservador                           |
|         | 1910 (parcial) | Jaume Carner i Romeu                | Unió Federal Nacionalista Republicana |
|         | 1916           | Salvador de Samà i de Sarriera      | Liberal                               |
|         | 1919           | Lluís Figueroa i Maria              | Coalició republicana (PRR)            |
|         | 1923           | Lluís Plandiura i Pou               | Liberal romanonista                   |

## Resultats electorals

### Dècada de 1920
| Eleccions generals del 29/04/1923 |                       |                        |        |      |
| Partit/Ideologia                  | Partit/Ideologia      | Candidat               | Vots   | %    |
|                                   | Liberal romanonista   | Lluís Plandiura i Pou  | 4.351  | 52,3 |
|                                   | Republicà autonomista | Lluís Figueroa i Maria | 3.941  | 47,4 |
|                                   | Altres                | Altres                 | 10     | 0,1  |
| Vots en blanc                     | Vots en blanc         | Vots en blanc          | 10     | 0,1  |
| Total                             | Total                 | Total                  | 8.312  | 100  |
| Cens/participació                 | Cens/participació     | Cens/participació      | 10.475 | 79,4 |

| Eleccions generals del 19/12/1920 |                       |                              |        |      |
| Partit/Ideologia                  | Partit/Ideologia      | Candidat                     | Vots   | %    |
|                                   | Republicà autonomista | Lluís Figueroa i Maria       | 3.392  | 51,0 |
|                                   | Conservador datista   | José Luis Pascual de Zulueta | 3.258  | 49,0 |
|                                   | Republicà federal     | Francesc Rosell i Jané       | 0      | 0,0  |
| Total                             | Total                 | Total                        | 6.650  | 100  |
| Cens/participació                 | Cens/participació     | Cens/participació            | 10.285 | 64,7 |

### Dècada de 1910
| Eleccions generals del 01/06/1919 |                            |                         |        |      |
| Partit/Ideologia                  | Partit/Ideologia           | Candidat                | Vots   | %    |
|                                   | Coalició republicana (PRR) | Lluís Figueroa i Maria  | 4.334  | 60,3 |
|                                   | Unió Monàrquica Nacional   | Arcadi d'Arquer i Vives | 2.821  | 39,2 |
|                                   | Altres                     | Altres                  | 13     | 0,2  |
| Vots en blanc                     | Vots en blanc              | Vots en blanc           | 25     | 0,3  |
| Total                             | Total                      | Total                   | 7.193  | 100  |
| Cens/participació                 | Cens/participació          | Cens/participació       | 10.260 | 70,1 |

| Eleccions generals del 24/02/1918 |                      |                                |        |      |
| Partit/Ideologia                  | Partit/Ideologia     | Candidat                       | Vots   | %    |
|                                   | Liberal autonomista  | Salvador de Samà i de Sarriera | 4.014  | 53,4 |
|                                   | Coalició d'esquerres | Lluís Figueroa i Maria         | 3.419  | 45,5 |
|                                   | Altres               | Altres                         | 10     | 0,1  |
| Vots en blanc                     | Vots en blanc        | Vots en blanc                  | 79     | 1,1  |
| Total                             | Total                | Total                          | 7.522  | 100  |
| Cens/participació                 | Cens/participació    | Cens/participació              | 10.545 | 71,3 |

| Eleccions generals del 09/04/1916 |                                       |                                |        |      |
| Partit/Ideologia                  | Partit/Ideologia                      | Candidat                       | Vots   | %    |
|                                   | Liberal                               | Salvador de Samà i de Sarriera | 4.771  | 55,7 |
|                                   | Unió Federal Nacionalista Republicana | Jaume Carner i Romeu           | 3.772  | 44,0 |
|                                   | Altres                                | Altres                         | 2      | 0,0  |
| Vots en blanc                     | Vots en blanc                         | Vots en blanc                  | 20     | 0,2  |
| Total                             | Total                                 | Total                          | 8.565  | 100  |
| Cens/participació                 | Cens/participació                     | Cens/participació              | 10.521 | 81,4 |

| Eleccions generals del 08/03/1914 |                      |                         |        |      |
| Partit/Ideologia                  | Partit/Ideologia     | Candidat                | Vots   | %    |
|                                   | Coalició republicana | Jaume Carner i Romeu    | 4.060  | 53,9 |
|                                   | Conservador          | Antoni Martínez Domingo | 3.344  | 44,4 |
|                                   | Liberal              | Pere Inglada i Sagalà   | 67     | 0,9  |
| Vots en blanc                     | Vots en blanc        | Vots en blanc           | 63     | 0,8  |
| Vots nuls                         | Vots nuls            | Vots nuls               | 5      | 0,1  |
| Total                             | Total                | Total                   | 7.539  | 100  |
| Cens/participació                 | Cens/participació    | Cens/participació       | 10.322 | 73,0 |

| Elecció parcial del 04/09/1910 |                                       |                       |        |      |
| Partit/Ideologia               | Partit/Ideologia                      | Candidat              | Vots   | %    |
|                                | Unió Federal Nacionalista Republicana | Jaume Carner i Romeu  | 4.326  | 61,7 |
|                                | Conservador                           | Jaume Alegret i Vidal | 2.591  | 36,9 |
| Vots en blanc                  | Vots en blanc                         | Vots en blanc         | 99     | 1,4  |
| Total                          | Total                                 | Total                 | 7.016  | 100  |
| Cens/participació              | Cens/participació                     | Cens/participació     | 10.416 | 67,4 |

| Eleccions generals del 08/05/1910 |                                       |                       |        |      |
| Partit/Ideologia                  | Partit/Ideologia                      | Candidat              | Vots   | %    |
|                                   | Conservador                           | Jaume Alegret i Vidal | 3.910  | 46,6 |
|                                   | Unió Federal Nacionalista Republicana | Jaume Carner i Romeu  | 3.575  | 42,6 |
|                                   | Liberal                               | Manuel Mariano Vivó   | 737    | 8,8  |
|                                   | Altres                                | Altres                | 30     | 0,4  |
| Vots en blanc                     | Vots en blanc                         | Vots en blanc         | 136    | 1,6  |
| Total                             | Total                                 | Total                 | 8.388  | 100  |
| Cens/participació                 | Cens/participació                     | Cens/participació     | 10.416 | 80,5 |

### Dècada de 1900
| Eleccions generals del 21/04/1907 |                           |                         |        |      |
| Partit/Ideologia                  | Partit/Ideologia          | Candidat                | Vots   | %    |
|                                   | Republicà solidari        | Jaume Carner i Romeu    | 4.457  | 57,0 |
|                                   | Conservador anti-solidari | Santiago Valentí i Camp | 2.968  | 37,9 |
|                                   | Republicà anti-solidari   | Jaume Alegret i Vidal   | 387    | 4,9  |
|                                   | Altres                    | Altres                  | 6      | 0,1  |
| Vots en blanc                     | Vots en blanc             | Vots en blanc           | 8      | 0,1  |
| Total                             | Total                     | Total                   | 7.826  | 100  |
| Cens/participació                 | Cens/participació         | Cens/participació       | 10.398 | 75,3 |

| Eleccions generals del 10/09/1905 |                    |                            |        |      |
| Partit/Ideologia                  | Partit/Ideologia   | Candidat                   | Vots   | %    |
|                                   | Conservador        | Jaume Alegret i Vidal      | 3.742  | 48,2 |
|                                   | Liberal monterista | Lluís Fontana i Esteve     | 2.338  | 30,1 |
|                                   | Republicà          | Emiliano Iglesias Ambrosio | 1.932  | 24,9 |
| Vots en blanc                     | Vots en blanc      | Vots en blanc              | 5      | 0,1  |
| Total                             | Total              | Total                      | 7.761  | 100  |
| Cens/participació                 | Cens/participació  | Cens/participació          | 10.526 | 73,7 |

| Elecció parcial del 26/05/1903 |                      |                         |        |      |
| Partit/Ideologia               | Partit/Ideologia     | Candidat                | Vots   | %    |
|                                | Conservador maurista | Jaume Alegret i Vidal   | 5.779  | 81,8 |
|                                | Conservador          | Javier Tort i Martorell | 706    | 10,0 |
|                                | Independent          | Pere Inglada i Sagalà   | 476    | 6,7  |
|                                | Altres               | Altres                  | 102    | 1,4  |
| Total                          | Total                | Total                   | 7.063  | 100  |
| Cens/participació              | Cens/participació    | Cens/participació       | 10.482 | 67,4 |

| Eleccions generals del 19/05/1901 |                       |                           |        |      |
| Partit/Ideologia                  | Partit/Ideologia      | Candidat                  | Vots   | %    |
|                                   | Liberal               | Joan Matheu i Sabater     | 3.857  | 77,8 |
|                                   | Conservador romerista | José María Álvarez Fuster | 804    | 16,2 |
|                                   | Altres                | Altres                    | 295    | 6,0  |
| Total                             | Total                 | Total                     | 4.956  | 100  |
| Cens/participació                 | Cens/participació     | Cens/participació         | 10.540 | 47,0 |

### Dècada de 1890
| Elecció parcial del 12/11/1899 |                   |                       |        |       |
| Partit/Ideologia               | Partit/Ideologia  | Candidat              | Vots   | %     |
|                                | Conservador       | Isidre Gassol i Civit | 0      | 0,0   |
|                                | Altres            | Altres                | 7.281  | 100,0 |
| Total                          | Total             | Total                 | 7.281  | 100   |
| Cens/participació              | Cens/participació | Cens/participació     | 10.554 | 69,0  |

| Eleccions generals del 16/04/1899 |                   |                     |        |      |
| Partit/Ideologia                  | Partit/Ideologia  | Candidat            | Vots   | %    |
|                                   | Liberal           | Antoni Rosell i Bru | 3.409  | 53,3 |
|                                   | Altres            | Altres              | 2.989  | 46,7 |
| Total                             | Total             | Total               | 6.398  | 100  |
| Cens/participació                 | Cens/participació | Cens/participació   | 10.552 | 60,6 |

| Eleccions generals del 27/03/1898 |                   |                       |        |      |
| Partit/Ideologia                  | Partit/Ideologia  | Candidat              | Vots   | %    |
|                                   | Liberal           | Joan Matheu i Sabater | 3.138  | 44,6 |
|                                   | Altres            | Altres                | 3.903  | 55,4 |
| Total                             | Total             | Total                 | 7.041  | 100  |
| Cens/participació                 | Cens/participació | Cens/participació     | 10.333 | 68,1 |

| Eleccions generals del 12/04/1896 |                   |                                  |        |      |
| Partit/Ideologia                  | Partit/Ideologia  | Candidat                         | Vots   | %    |
|                                   | Conservador       | Francesc Xavier Tort i Martorell | 3.955  | 54,1 |
|                                   | Altres            | Altres                           | 3.350  | 45,9 |
| Total                             | Total             | Total                            | 7.305  | 100  |
| Cens/participació                 | Cens/participació | Cens/participació                | 10.356 | 70,5 |

| Eleccions generals del 05/03/1893 |                   |                       |        |      |
| Partit/Ideologia                  | Partit/Ideologia  | Candidat              | Vots   | %    |
|                                   | Liberal           | Joan Fontana i Esteve | 2.134  | 35,8 |
|                                   | Altres            | Altres                | 3.828  | 64,2 |
| Total                             | Total             | Total                 | 5.962  | 100  |
| Cens/participació                 | Cens/participació | Cens/participació     | 10.357 | 57,6 |

| Eleccions generals del 01/02/1891 |                  |                     |       |
| Partit/Ideologia                  | Partit/Ideologia | Candidat            | Vots  |
|                                   | Republicà        | Joan Dessy i Martos | 3.905 |

### Dècada de 1880
| Eleccions generals del 04/04/1886 |                  |                       |       |      |
| Partit/Ideologia                  | Partit/Ideologia | Candidat              | Vots  | %    |
|                                   | Liberal          | Joan Cañellas i Tomàs | 955   | 92,2 |
|                                   | Altres           | Altres                | 81    | 7,8  |
| Total                             | Total            | Total                 | 1.036 | 100  |

| Eleccions generals del 27/04/1884 |                  |                                 |       |      |
| Partit/Ideologia                  | Partit/Ideologia | Candidat                        | Vots  | %    |
|                                   | Conservador      | Joaquim Castellarnau i Balcells | 962   | 89,9 |
|                                   | Altres           | Altres                          | 108   | 10,1 |
| Total                             | Total            | Total                           | 1.070 | 100  |

| Eleccions generals del 20/08/1881 |                  |                       |       |
| Partit/Ideologia                  | Partit/Ideologia | Candidat              | Vots  |
|                                   | Liberal          | Joan Cañellas i Tomàs | 1.168 |

### Dècada de 1870
| Eleccions generals del 20/04/1879 |                  |                                 |       |      |
| Partit/Ideologia                  | Partit/Ideologia | Candidat                        | Vots  | %    |
|                                   | Conservador      | Joaquim Castellarnau i Balcells | 1.011 | 89,2 |
|                                   | Altres           | Altres                          | 122   | 10,8 |
| Total                             | Total            | Total                           | 1.133 | 100  |

| Eleccions generals del 20/01/1876 |                  |                                 |       |      |
| Partit/Ideologia                  | Partit/Ideologia | Candidat                        | Vots  | %    |
|                                   | Conservador      | Joaquim Castellarnau i Balcells | 3.947 | 82,3 |
|                                   | Altres           | Altres                          | 849   | 17,7 |
| Total                             | Total            | Total                           | 4.796 | 100  |

| Eleccions generals del 10/05/1873 |                                     |                    |       |      |
| Partit/Ideologia                  | Partit/Ideologia                    | Candidat           | Vots  | %    |
|                                   | Partit Republicà Democràtic Federal | Pere Bové Montseny | 1.482 | 74,0 |
|                                   | Altres                              | Altres             | 520   | 26,0 |
| Total                             | Total                               | Total              | 2.002 | 100  |

| Eleccions generals del 24/08/1872 |                  |                    |       |      |
| Partit/Ideologia                  | Partit/Ideologia | Candidat           | Vots  | %    |
|                                   | Liberal          | Pau Bosch i Barrau | 1.649 | 55,6 |
|                                   | Altres           | Altres             | 1.319 | 44,4 |
| Total                             | Total            | Total              | 2.968 | 100  |

| Eleccions generals del 03/04/1872 |                  |                                 |       |      |
| Partit/Ideologia                  | Partit/Ideologia | Candidat                        | Vots  | %    |
|                                   | Sense dades      | Francesc Xavier Calbó i Trillas | 2.523 | 54,3 |
|                                   | Altres           | Altres                          | 2.122 | 45,7 |
| Total                             | Total            | Total                           | 4.645 | 100  |

| Eleccions generals del 08/03/1871 |                         |                                     |       |      |
| Partit/Ideologia                  | Partit/Ideologia        | Candidat                            | Vots  | %    |
|                                   | Comunió Tradicionalista | Narcís de Castellví i de Vilallonga | 3.110 | 47,5 |
|                                   | Altres                  | Altres                              | 3.437 | 52,5 |
| Total                             | Total                   | Total                               | 6.547 | 100  |